# Camptotheca lowreyana
Camptotheca lowreyana är en kornellväxtart som beskrevs av S.Y. Li. Camptotheca lowreyana ingår i släktet Camptotheca och familjen kornellväxter. Inga underarter finns listade i Catalogue of Life.